# (8634) Neubauer
(8634) Neubauer es un asteroide perteneciente al cinturón de asteroides descubierto el 5 de abril de 1981 por Edward Bowell desde la Estación Anderson Mesa (condado de Coconino, cerca de Flagstaff, Arizona, Estados Unidos).

## Designación y nombre
Designado provisionalmente como 1981 GG. Fue nombrado en honor a Fritz Neubauer (n. 1940) pionero de la ciencia espacial. Sus campos principales son los campos magnéticos planetarios y las magnetosferas, el plasma interplanetario y la interacción del viento solar con los cometas. Ha sido investigador principal y co-investigador en muchas misiones espaciales de la NASA y la ESA. El nombre fue sugerido por M. Pätzold.

## Características orbitales
(8634) Neubauer está situado a una distancia media del Sol de 2,646 ua, pudiendo alejarse hasta 3,129 ua y acercarse hasta 2,163 ua. Su excentricidad es 0,183 y la inclinación orbital 14,170 grados. Emplea 1572,06 días en completar una órbita alrededor del Sol.

## Características físicas
La magnitud absoluta de (8634) Neubauer es 13,48. Tiene 5,383 km de diámetro y su albedo se estima en 0,211.